# Lloyd Kammeron
Lloyd Kammeron (Paramaribo, 22 november 1971) is een in Suriname geboren Nederlands voormalig voetballer die als aanvaller speelde.
Kammeron kwam in november 1973 naar Nederland en begon in de jeugd bij VV Nieuweschoot. In 1987 kwam hij in de jeugdopleiding van PSV waar hij in het seizoen 1987/88 met 26 doelpunten topscorer werd van de landelijke A-jeugdcompetitie. In het seizoen 1989/90 speelde hij eenmaal in het eerste elftal van PSV. In november 1989 debuteerde hij als invaller na 45 minuten voor de geblesseerd geraakte Flemming Povlsen in de uitwedstrijd tegen FC Utrecht.
In 1990 tekende hij een driejarig contract bij SVV waar hij de fusie tot SVV/Dordrecht'90 meemaakte. In 1992 werd Kammeron met nog vijf spelers van SVV/Dordrecht'90 overgenomen door Feyenoord.
Daar kwam hij niet veel aan spelen toe. In het seizoen 1993/94 scoorde hij 9 doelpunten in 27 wedstrijden toen hij aan Go Ahead Eagles verhuurd was maar kampte ook met blessures. Ook in het seizoen 1994/95 speelde hij op huurbasis in Deventer maar was toen vooral geblesseerd. In 1995 ging hij naar RBC waar hij een verdienstelijk eerste seizoen kende, maar ook steeds meer met blessures kampte waardoor hij zijn loopbaan in 1997 besloot.
Kammeron was Nederlands jeugdinternational. Na het voetbal behaalde hij diploma's aan het CIOS en bij de KNAU en sindsdien is hij werkzaam als fitness- en conditietrainer in zijn eigen fitnesscentrum in Ede.